# Adama Sanogo
Adama Sanogo (Bamako, 12 de febrero de 2002) es un baloncestista maliense que pertenece a la plantilla del Trapani Shark de la Lega Basket Serie A italiana. Con 2,06 metros de estatura, juega en la posición de ala-pívot.

## Trayectoria deportiva

### Universidad
Jugó tres temporadas con los Huskies de la Universidad de Connecticut, en las que promedió 13,9 puntos, 7,3 rebotes, 1,0 asistencias y 1,2 tapones por partido. El 4 de abril de 2023, Sanogo ganó el Campeonato de la NCAA con UConn y fue nombrado el mejor jugador del torneo. Se convirtió en el primer jugador nacido en África desde Hakeem Olajuwon (1983) en ganar el premio.
Fue incluido en el mejor quinteto de la Big East Conference en sus dos últimas temporadas en la universidad.

#### Estadísticas
| Año     | Equipo | PJ | PT | MPP  | %TC  | %3P  | %TL  | RPP | APP | ROB | TPP | PPP  |
| ------- | ------ | -- | -- | ---- | ---- | ---- | ---- | --- | --- | --- | --- | ---- |
| 2020–21 | UConn  | 23 | 20 | 17.0 | .554 | –    | .577 | 4.8 | .6  | .4  | .9  | 7.3  |
| 2021–22 | UConn  | 29 | 28 | 29.2 | .504 | .000 | .686 | 8.8 | 1.0 | .9  | 1.9 | 14.8 |
| 2022–23 | UConn  | 39 | 39 | 26.5 | .606 | .365 | .766 | 7.7 | 1.3 | .7  | .8  | 17.2 |
| Total   | Total  | 91 | 87 | 25.0 | .560 | .358 | .715 | 7.3 | 1.0 | .7  | 1.2 | 13.9 |

### Profesional
Tras no ser elegido en el Draft de la NBA de 2023, el 10 de julio firmó un contrato dual con los Chicago Bulls de la NBA y su filial en la G League, los Windy City Bulls. Debutó en la NBA el 28 de diciembre de 2023 ante Indiana Pacers, aunque esa temporada únicamente disputó 9 encuentros con el primer equipo. 
Duarnte su segundo año en Chicago, fue despedido el 19 de febrero de 2025.
El 26 de julio de 2025 fichó por el Trapani Shark de la Lega Basket Serie A italiana.

## Estadísticas de su carrera en la NBA

### Temporada regular
| Año     | Equipo  | PJ | PT | MPP | %TC  | %3P | %TL  | RPP | APP | ROB | TPP | PPP |
| ------- | ------- | -- | -- | --- | ---- | --- | ---- | --- | --- | --- | --- | --- |
| 2023-24 | Chicago | 9  | 0  | 7.3 | .519 | -   | .667 | 4.0 | .0  | .1  | .0  | 4.0 |
| 2024-25 | Chicago | 4  | 0  | 5.3 | .571 | -   | -    | 1.5 | .3  | .0  | .0  | 2.0 |
| Total   | Total   | 13 | 0  | 6.7 | .529 | -   | .667 | 3.2 | .1  | .1  | .0  | 3.4 |